# 행동하는성소수자인권연대
행동하는성소수자인권연대(약칭 행성인, Solidarity for LGBT Human Rights of Korea)는 성소수자 인권 향상을 위해 활동하고 있는 한국의 대표적인 성소수자 인권단체 중 하나이다. 1997년 9월 9일 학생 성소수자 인권 단체인 '가칭 대학동성애자인권연합 건설준비위원회'가 발족하고 1997년 11월 2일 '대학동성애자인권연합(약칭 대동인)'으로 정식 출범했다. 단체 내에 대학생이 아닌 직장인이나 청소년 등의 회원들이 많아짐에 따라, 1998년 8월 1일 ‘동성애자인권연대(약칭 동인련)’으로 단체명을 변경했다. 이후 2015년 2월 28일 단체가 지향하는 가치들인 행동, 인권, 연대라는 단어를 모두 담아 지금의 행동하는성소수자인권연대로 단체명을 변경하였다.
“행동하는 성소수자가 세상을 바꾼다”는 메인 슬로건과 ‘실천’과 ‘연대’라는 주요한 활동원칙 아래 모든 사회적 소수자들의 인권이 존중받을 수 있는 평등한 사회를 꿈꾸며, 성소수자 노동권, 혼인평등/가족구성권, 트랜스젠더 인권, HIV/AIDS, 군대 내 성소수자 인권, 차별금지법, 사회연대 등 7대 의제를 중심으로 현재까지 왕성하게 활동하고 있다.  

## 개요
“행동하는 성소수자의 저항과 연대로 만드는 변화”
행성인은 성소수자들이 서로의 삶을 지지하며, 존엄과 권리를 위해 함께 행동하는 공동체다. 게이, 레즈비언, 양성애자, 트랜스젠더, 인터섹슈얼 등 다양한 정체성을 가진 성소수자 시민이 주체가 되어 활동하며, 성소수자 인권을 지지하는 시민(엘라이, ally) 또한 동등한 위치에서 함께한다.
연대
행성인은 성소수자에 대한 차별이 사회 전반의 억압 구조와 긴밀히 연결되어 있다는 인식 아래, 다른 사회적 소수자들과의 연대를 실천해 왔다. 여성, 장애인, 이주노동자, HIV/AIDS 감염인을 비롯한 모든 소수자에 대한 차별에 반대하며, 노동자들이 자기 권리를 찾기 위한 투쟁을 지지한다.
저항
행성인은 차별적이고 억압적인 사회 구조에 대응해 왔다. 반전운동, 한미FTA 반대운동, 2008년 촛불집회, 대통령 탄핵 정국 등 주요 사회적 사건에 지속적으로 참여해 왔으며, 이를 통해 성소수자도 공적 영역에서 사회 변화를 만들어가는 시민임을 보여주고 있다.
또한, 성소수자가 자신의 정체성을 긍정하고 일상에서의 배제와 차별에 침묵하지 않도록 지지하고 행동하는 실천을 이어가고 있다.

## 주요 활동
행동하는성소수자인권연대는 아래와 같이 일곱 가지 의제로 성소수자 인권 활동을 하고 있다.
- 성소수자 노동권 : 성소수자 노동자가 일터에서 평등한 권리를 가지며 차별받지 않고 일하기를 요구한다.  성소수자 노동자 드러내기, 성소수자 노동자 동료 만들기, 노동자 권리 운동에 참여하기 등 활동을 한다.
- 혼인평등/가족구성권 : 혼인평등은 누구나 배우자의 성별과 상관없이 결혼이라는 제도를 통해 동등한 보호와 존중, 존엄을 누리며 살아갈 수 있도록 변화를 만드는 것이고, 한국의 가족법에 남아있는 차별적인 제도를 개선하고자 한다. 한국 사회에서 혼인평등을 실현하기 위해 동성혼 법제화, 가족구성권 보장 등 입법/사법의 영역과 대중을 대상으로 한 캠페인 활동을 함께 한다.
- 트랜스젠더퀴어 인권 : 성별 이분법을 넘어 트랜스젠더가 평범한 일상을 누릴 수 있도록 법과 제도를 제정하고 사회 전반의 인식 변화를 도모한다. 성별인정법 제정과 같은 기본권 보장 요구, 트랜스젠더 친화적 공간 만들기, 트랜스젠더 가시화 등의 활동을 한다.
- HIV/AIDS 인권 : HIV/AIDS 운동은 아플 때 치료받고, 직장을 구하며 사회활동을 하는 것이 사회를 살아가는 누구라도 누려야 하는 권리임을 알리는 일이다. 전파매개행위죄 폐지 운동, 감염인의 치료받을 권리, 노동할 권리, 성적 권리 등을 보장받는 사회를 만드는 활동을 한다.
- 군대 내 성소수자 : 한국 사회에서 군대 내 성소수자 인권 보호를 위한 정책과 제도가 부족함을 알리며 군대 내 성소수자에 대한 인권 침해를 공론화하고 당사자들을 보호하고자 한다. 군형법 제92조6의6 폐지, 성소수자 관련 내용이 포함된 군인권교육, 부대 내 성소수자 친화적 군 복무환경 구축하기 등의 활동을 한다.
- 차별금지법 제정 : 포괄적 차별금지법은 다양한 영역에서 일어나는 차별을 금지하고 예방하고자 하는 법이다. 헌법에 명시된 평등의 원칙을 실현하기 위한 틀을 제공한다. 차별금지법 제정을 목표로 입법운동과 함께 사회공감대를 확대하는 활동을 한다. 차별금지법제정연대(https://equalityact.kr/)와 함께 한다.
- 연대활동 : 행성인은 사회의 불의에 저항하고 민주주의를 지키기 위해 2002년 반전운동, 2008년 한미 FTA 반대운동, 4.16 세월호 참사, 2016년 박근혜 퇴진 운동, 10.29 이태원 참사 그리고 최근 윤석열 퇴진 운동까지 다양한 사회운동에 목소리 내며 적극적으로 참여하고 있다.  또한 2011년 서울시 학생인권조례 제정을 위한 서울시의회 점거농성, 2014년 서울시민인권헌장 서울시청 점거농성, 2017년 육군 성소수자 군인 색출 사건 대응, 2020년 코로나 19 성소수자 긴급 대책본부 활동, 2021년 차별금지법 제정 촉구 국회 앞 농성 등 지난 성소수자 운동의 굵직한 사건들에서 주요한 역할을 맡아 수행하며 성소수자 운동의 과제를 실현하기 위해 연대한다.

참고 사이트: https://lgbtpride.or.kr/xe/agenda

## 연혁
- 1997년 9월 9일 : 가칭 대학동성애자인권연합 건설준비위원회 발족
- 1997년 11월 2일 : 대학동성애자인권연합(약칭 대동인) 정식 출범
- 1998년 1월 16일 : "왜곡된 언론보도와 에이즈정책에 대항하는 범동성애자 비상대책위원회"를 동인협에 제안 및 결성
- 1998년 8월 1일 : 다른 동성애자 인권단체들을 모아, 대학생 이외의 성소수자 문제에도 관여하는 동성애자인권연대(약칭 동인련)로 이름을 바꾸었다.
- 2015년 2월 28일 : 행동하는성소수자인권연대(약칭 행성인)로 명칭을 변경하였다

참고 사이트: 행동하는성소수자인권연대 연혁

## 같이 보기
- 인권
- 대한민국의 성소수자 인권단체
- 무지개행동
- 친구사이
- HIV/AIDS인권활동가 네트워크
- 군 관련 성소수자 인권침해·차별 신고 및 지원을 위한 네트워크
- 모두의결혼
- 소수자난민인권네트워크
- 차별금지법제정연대